# Panonská liga
Panonská liga byla mezinárodní profesionální hokejová liga. Byla založena v roce 2002 a zanikla v roce 2004. Znovu se obnovila v roce 2007 a po druhé Panonská liga zanikla v roce 2009. Ligy se účastnily kluby z Chorvatska, Maďarska, Srbska a Rumunska.

## Bývalí účastníci
| Tým                    | Město          | Stadion                        | Kapacita |
| ---------------------- | -------------- | ------------------------------ | -------- |
| KHL Medveščak II       | Záhřeb         | Dvorana Velesajam              | 1,000    |
| KHL Mladost Zagreb     | Záhřeb         | Dvorana Velesajam              | 1,000    |
| KHL Zagreb             | Záhřeb         | Dvorana Velesajam              | 1,000    |
| Ferencvárosi TC        | Budapešť       | Pesterzsébeti Jégcsarnok       | 1,500    |
| SC Miercurea-Ciuc      | Miercurea Ciuc | Vákár Lajos                    | 2,000    |
| Progym Hargita Gyöngye | Gheorgheni     | Gyergyószentmiklósi Műjégpálya | 1,000    |
| HK Beostar             | Bělehrad       | Pingvin Hall                   | 1,000    |
| KHK Crvena zvezda      | Bělehrad       | Ledena dvorana Pionir          | 2,000    |
| HK Novi Sad            | Novi Sad       | Spens Sports Center            | 1,000    |
| HK Partizan            | Bělehrad       | Ledena dvorana Pionir          | 2,000    |
| HK Vojvodina Novi Sad  | Novi Sad       | Spens Sports Center            | 1,000    |

## Vítězové soutěže
| Sezóna  | Mistr              |
| ------- | ------------------ |
| 2002/03 | Ferencvárosi TC    |
| 2003/04 | SC Miercurea-Ciuc  |
| 2007/08 | KHL Mladost Zagreb |
| 2008/09 | HK Vojvodina       |